# Редукционно-охладительные установки
ЗАО «Редукционно-охладительные установки» (ЗАО «РОУ») — промышленное предприятие в Барнауле, Алтайский край. Специализируется на проектировании и производстве энергетической арматуры.

## История
Предприятие было основано 17 ноября 2003 года. Тогда на ЗАО «РОУ» работало 20 человек. В 2016 году был введён в эксплуатацию пятый производственный корпус.

## Продукция
ЗАО «РОУ» производит уникальное для российского рынка оборудование и следует отраслевым стандартам при создании энергетической арматуры, паропреобразовательных установок и элементов трубопровода для:
- систем тепловых и атомных электростанций с 4-м классом безопасности,
- предприятий химического, нефтехимического сектора и металлургической промышленности,
- трубопроводов, транспортирующих пар и воду с рабочим давлением до 40 МПа и температуру до 560 градусов по Цельсию с условными проходами от 6 до 1400 мм.

Среди более 2000 номенклатурных изделий ЗАО «РОУ»:
- арматура запорная (задвижки и клапаны запорные с ручным и электрическим приводом, обратные клапаны и затворы);
- арматура дроссельно-регулирующая (дроссельные, дроссельно-регулирующие, запорно-дроссельные, регулирующие клапаны с ручным и электрическим приводом);
- арматура защитная (предохранительные клапаны прямого действия, импульсно-предохранительные устройства, главные предохранительные клапаны);
- конденсатоотводчики;
- элементы трубопроводов (охладители пара, узлы шумоглушителя и дроссельные устройства, форсунки пароводяные и струйные);
- тройники равнопроходные, переходные и переходы концентрические по ОСТ для ТЭС;
- редукционно-охладительные установки (РОУ), быстродействующие редукционно-охладительные установки (БРОУ), охладительные установки (ОУ), редукционные установки (РУ);
- электроприводы для арматуры ТЭС (колонковые, встроенные для регулирующей и запорной арматуры).

## Производственные мощности
Линия по производству энергетической арматуры на средние, высокие и критические параметры. В 2010 году введена в эксплуатацию лаборатория для проведения разрушающих и неразрушающих методов контроля, а также собственное литейное производство.

## Сбыт
Продукция ЗАО «РОУ» широко известна и востребована предприятиями энергетического комплекса России, стран Ближнего Зарубежья и Восточной Европы, а также в странах Азии и Америки.

## Международная сертификация
В 2009 году система менеджмента качества ЗАО «РОУ» получила сертификат SGS (Швейцария) как соответствующая требованиям стандарта ISO 9001:2008.
В 2016 году предприятие получило сертификат соответствия трубопроводной арматуры требованиям Директивы ЕС 97/23/ЕС PED (оборудование, работающее под давлением) и гармонизированных Европейских стандартов.

## Социальная ответственность

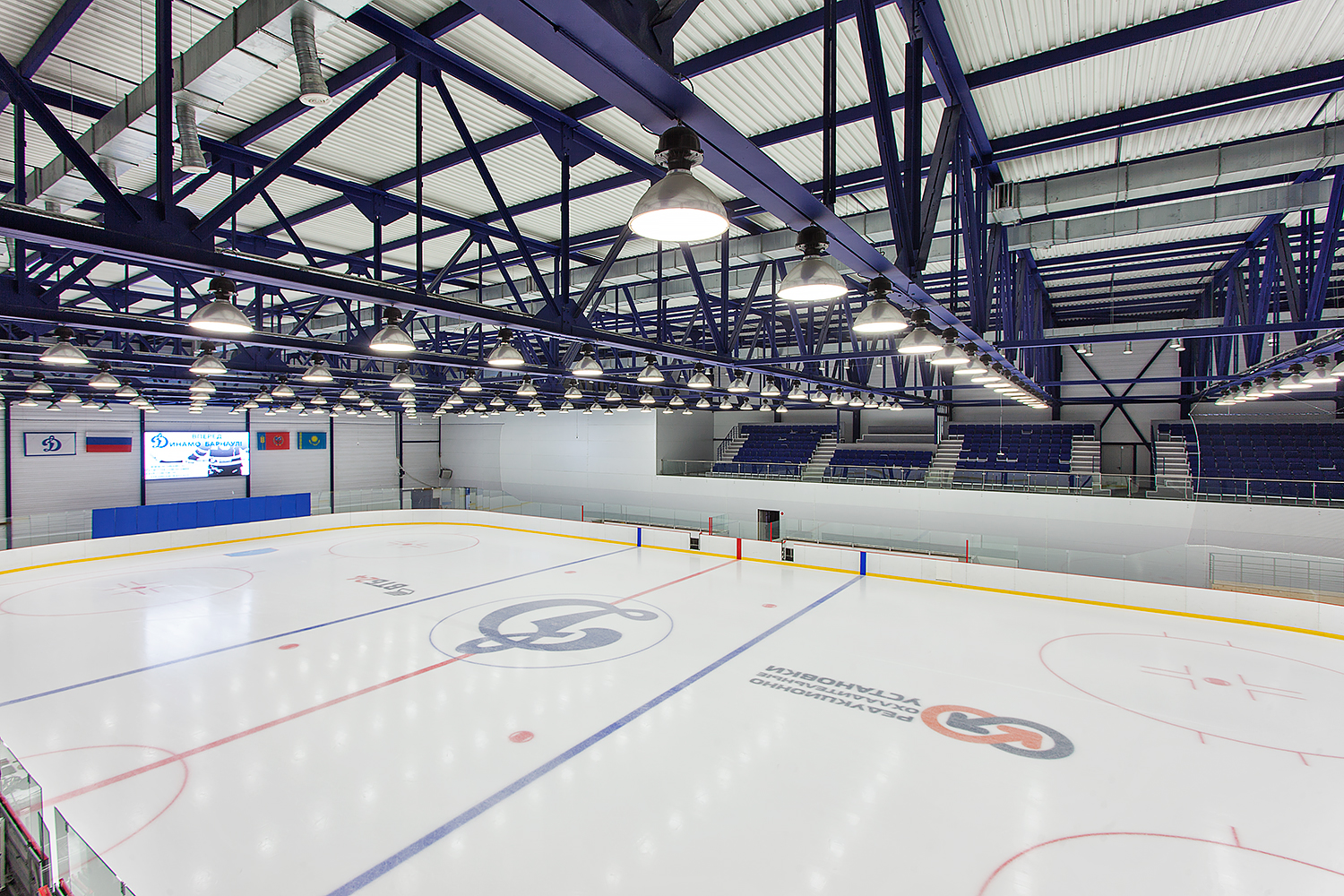
Ледовый Дворец Спорта «Карандин-Арена» в Барнауле

Предприятие выступает генеральным спонсором ХК «Динамо-Алтай», г. Барнаул.
В 2016 году ЗАО «РОУ» реализовало масштабный проект по строительству Ледового Дворца Спорта «Карандин-Арена» в г. Барнауле. 13 сентября состоялась церемония официального открытия ЛДС «Карандин-Арена» на улице Жасминной, 3.
ЛДС состоит из трех блоков, в которых расположены спортивные объекты (две ледовые арены размерами 30х60 и 20х45 метров), помещения общественного и технического назначения, раздевалки, трибуны, рекреационная зона и другие функциональные помещения. Ледовый дворец оснащен собственной подстанцией и модульной газовой котельной.
Неподалеку от ледового дворца «Динамо» будет построен еще один дворец спорта, а также центр единоборств, теннисные корты, несколько футбольных полей. Все эти сооружения будут объединены в спортивный кластер. Проект вызвал интерес и получил высокую оценку со стороны представителей власти.
Завод принимает участие в благоустройстве города Барнаул.